# 东风路街道 (长沙市)
东风路街道，是中华人民共和国湖南省长沙市开福区下辖的一个乡镇级行政单位。

## 行政区划
东风路街道下辖以下地区：
东风一村社区、东风二村社区、王家垅社区、砚瓦池社区、德雅村社区、丽臣社区、蚌塘社区、浏河村社区和国防科技大学社区。